# Таро (департамент)
44°48′00″ пн. ш. 10°20′00″ сх. д. / 44.8° пн. ш. 10.3333° сх. д.

Французькі департаменти в Італії (1811)

Та́ро (фр. Taro) — у 1808–1814 роках департамент Французької імперії в Північній Італії, в басейні річки Таро. Адміністративний центр — місто Парма. Заснований 30 травня 1808 року на території Пармського герцогства, анексованого французами 24 травня того ж року. Поділявся на 3 округи: Пармський, П'яченцівський і Борго-Сан-Доннінський. Скасований 1814 року після поразки Наполеона. За домовленостями Паризької угоди 30 травня 1814 року й Віденського конгресу 1815 року було відновлено Пармське герцогство, правителькою якого стала Марія-Луїза, дружина Наполеона. 

## Герб

Герб департаменту Таро

У золотому щиті синій лицарський хрест; у червоній главі щита 3 золоті бджоли. Хрест символізує Парму, а золоті бджоли — Наполеонівську імперію.

## Адміністративний поділ
Станом на 1812 рік:
- Пармський округ (Arrondissement de Parme)
  - Окружний центр: Парма
  - Кантони:
    - Colorno, Corniglio, Saint Donato, Fornovo, Langhirano, Saint-Pancrazio, Parme (2 Cantons), Poviglio, Sissa, Traversetolo, Vairo (Palanzano).
- П'яченцівський округ (Arrondissement de Plaisance)
  - Окружний центр: П'яченца
  - Кантони:
    - Agazzano, Bettola, Borgonovo (Borgonovo Val Tidone), Castel San Giovanni (Château-Saint-Jean), Pianello (Pianello Val Tidone), Plaisance (2 Cantons), Ponte dell'Olio, Pontenure, Rivergaro, Rottofreno.
- Борго-Сан-Доннінський (Arrondissement de Borgo-san-Donnino)
  - Окружний центр: Борго-Сан-Донніно
    - Bardi, Borgo-San-Donnino (Fidenza), Busseto, Carpaneto (Carpaneto Piacentino), Cortemaggiore, Fiorenzuola, Fontanellato, Lugagnano, Monticelli, Noceto, Pellegrino (Pellegrino Parmense), Saint-Secondo (San Secondo Parmense), Zibello.

## Префекти
- 1808—1810: Гюго Нардон (Hugues Eugène Nardon)
- 1810—1814: Анрі Жан-П'єр Дюпон-Делепорт (Henri Jean Pierre Dupont-Delporte)